# Friedrich-Wilhelm-Murnau-Stiftung

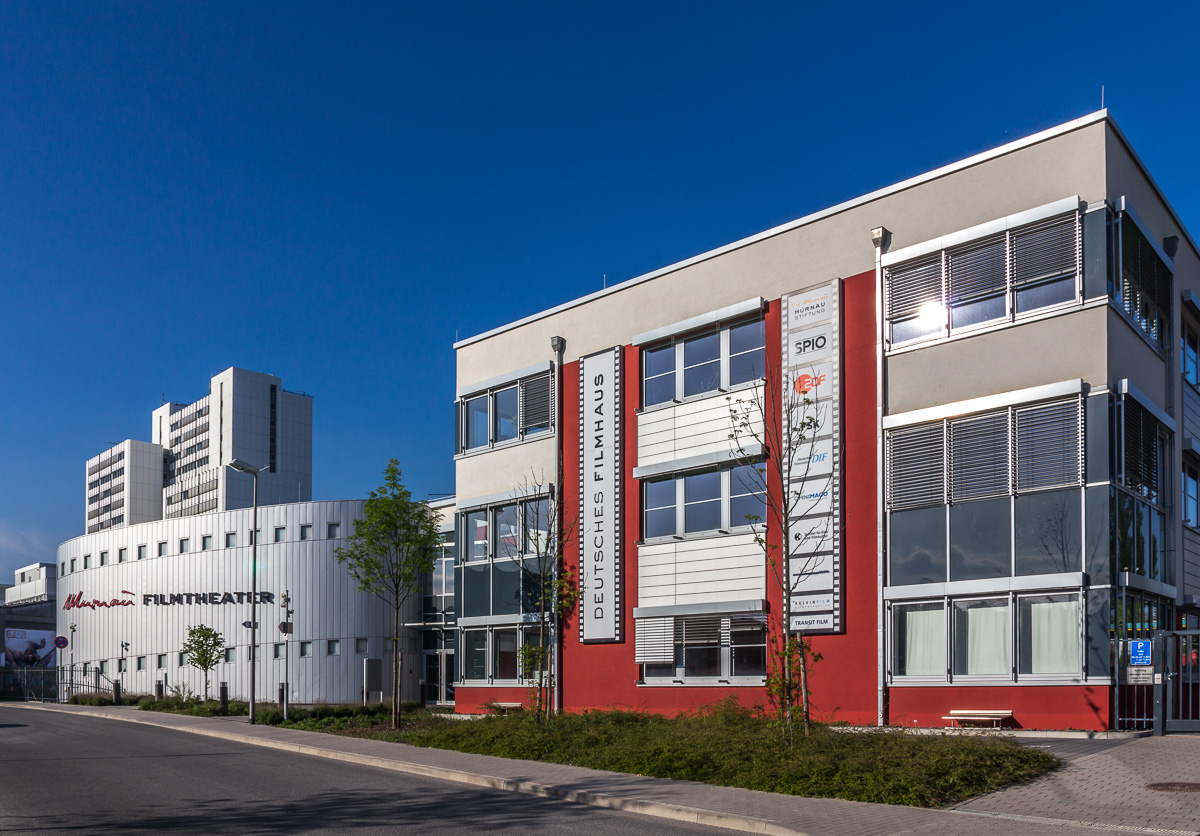
Deutsches Filmhaus der Friedrich-Wilhelm-Murnau-Stiftung in der Murnaustraße 6, Wiesbaden

Die Friedrich-Wilhelm-Murnau-Stiftung ist eine große deutsche Filmstiftung mit Sitz in Wiesbaden. Sie verwahrt einen bedeutenden Teil des nationalen Filmerbes: mehr als 6.000 Stumm- und Tonfilme (Spiel-, Dokumentar-, Kurz- und Werbefilme) von den 1890er bis in die 1960er Jahre. Die Stiftung finanziert ihre Arbeit über die Auswertung dieser Bestände. Darunter befindet sich das von der Alliierten Hohen Kommission 1945 beschlagnahmte „reichseigene Filmvermögen“ – d. h. die bis zum Ende des Zweiten Weltkrieges im Umlauf befindlichen deutschen Filme und deren Verwertungsrechte. Oberstes Gremium ist ein Kuratorium aus Vertretern der privaten Filmwirtschaft und der öffentlichen Hand, Vorsitzender ist Christian Sommer. Geleitet wird die Stiftung seit Dezember 2019 von Christiane von Wahlert. Sie übernahm das Amt des Vorstands von Ernst Szebedits.
Über die Pflege und Auswertung ihres Bestandes hinaus engagiert sich die Stiftung in unterschiedlicher Weise für Film als Kulturgut. Sie vergibt alljährlich den Murnau-Kurzfilmpreis, kooperiert unter anderem für Ausstellungen und mit Festivals sowie bei der Pflege des filmischen Erbes in digitalen Medien wie dem Aufbau des Internetportals filmportal.de. Seit 2009 bietet sie mit dem neu erbauten Deutschen Filmhaus renommierten Filminstitutionen ein gemeinsames Dach und betreibt dort mit dem Murnau-Filmtheater ein eigenes Kino. Im Jahr 2010 sorgte die aufwändige Restaurierung von Metropolis und Die Nibelungen (beide Fritz Lang) für weltweite Aufmerksamkeit. Als erster Stummfilm kam Metropolis in seiner restaurierten Fassung im Mai 2011 bundesweit in die Kinos, im Oktober 2011 erschien er auf DVD und Blu-ray disc. Weitere digitale Restaurierungen von Filmen wie Das Cabinet des Dr. Caligari und Varieté folgten.

## Geschichte
Die nach dem bedeutenden deutschen Regisseur Friedrich Wilhelm Murnau (1888–1931) benannte Stiftung wurde 1966 auf Initiative der Bundesregierung von der Spitzenorganisation der Filmwirtschaft (SPIO) eingerichtet, um den Verkauf des ehemaligen reichseigenen Filmvermögens ins Ausland zu verhindern. Zuvor hatte die amerikanische Firma Seven Arts Ltd. versucht, die Rechte an rund 3.000 deutschen Spiel- und Kulturfilmen zu erwerben.
Die Stiftung ist neben der DEFA-Stiftung ständiger Gast im 1978 gegründeten Deutschen Kinemathekenverbund, dem neben dem Bundesarchiv-Filmarchiv, dem Deutschen Filminstitut (DIF), der Deutschen Kinemathek – Museum für Film und Fernsehen sowie CineGraph – Hamburgisches Centrum für Filmforschung die Filmmuseen München, Düsseldorf, Frankfurt und Potsdam als Mitglieder angehören.
Zur Nachwuchsförderung vergab die Stiftung von 1994 bis 2014 alljährlich den Friedrich-Wilhelm-Murnau-Kurzfilmpreis.

## Bestände
Die Stiftung übernahm 1966 die Filmmaterialien (samt den dazugehörigen Auswertungsrechten) der mit dem Gesetz zur Abwicklung und Entflechtung des ehemaligen reichseigenen Filmvermögens vom 5. Juni 1953 aufgelösten deutschen Filmproduktionsgesellschaften, d. h. der Universum Film AG, der Ufa-Filmkunst GmbH, der Terra, der Tobis, der Bavaria und der Berlin-Film GmbH, einschließlich der Nachkriegsproduktion der Ufa-Filmkunst GmbH und der Bavaria. Darunter finden sich Filmklassiker wie Metropolis, Die Nibelungen, Das Cabinet des Dr. Caligari, Der blaue Engel, Die Drei von der Tankstelle, Münchhausen, Große Freiheit Nr. 7 und Helden von Regisseuren wie Friedrich Wilhelm Murnau, Fritz Lang, Ernst Lubitsch, Detlef Sierck, Helmut Käutner und Wolfgang Staudte.
Zum Filmstock gehören damit rund 2.000 Stummfilme, 1.000 Tonfilme und 3.000 Kurzfilme aus dem gesamten Zeitraum von 1895 bis 1960. Alle Genres – vom Spielfilm über den Dokumentar- und Kulturfilm bis hin zum Werbe- und Kurzfilm – sind vertreten. Die Original-Filmkopien lagern in technisch speziell ausgestatteten Depots in Wiesbaden und unter treuhänderischer Obhut auch im Bundesarchiv-Filmarchiv Berlin und Koblenz. Zu den Beständen der Stiftung gehören auch die Filme, die von anderen Rechteinhabern der Stiftung anvertraut wurden (rund 20.000 Titel) und die nach Abstimmung mit den Inhabern ebenfalls der Öffentlichkeit zugänglich sind. Treuhänderisch verwaltet sie daneben solche Filme, die von ihrer Verleihfirma zurzeit nicht vermarktet werden.

## Aufgaben
Die Stiftung archiviert, bewahrt, restauriert und rekonstruiert Filme, kopiert sie auf moderne Medien um und befasst sich z. B. auch mit der Vertonung von Stummfilmen, zu denen keine Musik mehr existiert. Das stiftungseigene Filmarchiv steht der Allgemeinheit z. B. für Forschungszwecke zur Verfügung, wobei neben Sichtungskopien auch Datenbanken und Materialien wie Drehbücher, Dialoglisten, Filmplakate, Werbematerialien, Standbilder und allgemeine Fachliteratur genutzt werden können. Daneben liegen Rechtsunterlagen bereit, die den Werdegang vieler Filme von der Entstehung bis zur Kinoauswertung widerspiegeln.
Zu den satzungsgemäßen Aufgaben gehört daneben die Förderung filmischer und politischer Bildungsarbeit, die in der Zusammenarbeit mit zahlreichen anderen Einrichtungen und Veranstaltern verwirklicht wird. Die Stiftung nimmt die Auswertungsrechte der von ihr bewahrten Filme wahr und bekämpft unbefugte Auswertung. Dies betrifft auch die sogenannten Vorbehaltsfilme, d. h. diejenigen NS-Filme, die wegen ihres stark propagandistischen Charakters als ungeeignet für eine allgemeine Auswertung angesehen werden. 
Neben der täglichen Arbeit, vor allem Pflege der Archivbestände, Beratungen, Recherche und dem Filmverleih, prägen Projekte im Bereich der Restaurierungen die Arbeit der Stiftung. Als Work-in-Progress digitalisiert die Stiftung seit Jahren ihre Filmbestände, damit diese auch in der Zukunft für öffentliche Aufführungen zur Verfügung stehen.

## Murnau-Filmtheater
Im Jahr 2009 eröffnete das von der Murnau-Stiftung betriebene Deutsche Filmhaus in Wiesbaden. Dort sind neben der Stiftung filmkulturelle Einrichtungen, Interessenvertretungen aus der Filmwirtschaft sowie Film- und Medienunternehmen ansässig. Das Murnau-Filmtheater ist ein Kino in Wiesbaden. Das 2009 eröffnete Filmtheater wird von der Friedrich-Wilhelm-Murnau-Stiftung betrieben, die in der Programmgestaltung mit dem Deutschen Filminstitut zusammenarbeitet. Das Murnau-Filmtheater wird tagsüber von der im Deutschen Filmhaus ansässigen Freiwilligen Selbstkontrolle der Filmwirtschaft (FSK) für die Altersprüfungen von Kino- und Video-Filmen genutzt. Das Programm bietet Filmklassiker und Raritäten aus den Beständen der Murnau-Stiftung und anderer Archive sowie aktuelles Festival- und Arthouse-Kino. Spieltage sind Mittwoch bis Sonntag. Für das Programm wurde das Murnau-Filmtheater mehrfach mit dem Hessischen Kinopreis ausgezeichnet.

## Ausstellungen
In dem Büro- und Veranstaltungskomplex bietet das Murnau-Filmtheater einen öffentlichen Kinospielbetrieb, der Multi-Funktionsbereich dient für Veranstaltungen und Ausstellungen. Begleitend zum Kinoprogramm zeigt die Murnau-Stiftung im Deutschen Filmhaus Ausstellungen wie „Schätze der deutschen Filmgeschichte“ und „Die erotischen 50er“.